# Noble Group
Noble Group est une entreprise  de commerce de matières premières, basée à Hong Kong. Elle est présente sur l'énergie et les matières minières.

## Histoire
En avril 2014, COFCO forme une coentreprise avec la filiale agricole de Noble Group pour 1,5 milliard de dollars, COFCO devait détenir 51 % de l'ensemble. Un peu plus d'un an après, début 2016, COFCO annonçait acheter les 49% restant de la division agro-alimentaire de Noble pour 750 millions de dollars .
En 2015, Noble est accusé de fraude par Iceberg Research, ce qui demarre la descente en enfer. Noble Group annonce une perte trimestriel de l'ordre de 1,7 milliard de dollars en 2017. Face à cela, Noble Group annonce la vente des activités énergétique en Amérique du Nord à Mercuria pour 248 millions de dollars. En octobre 2017, Noble Group annonce la vente de ses activités de trading de pétrole en Amérique, à Vitol, pour 580 millions de dollars. En janvier 2018, après avoir fait défaut sur sa dette, Noble Group restructure sa dette de 3,5 milliards de dollars et par cela ses créanciers acquiert 70 % de son capital.